# Electronic Industries Alliance
Electronic Industries Alliance (Sojusz przemysłu elektronicznego, EIA, do roku 1997 Electronic Industries Association) – organizacja handlowa zrzeszająca producentów przemysłu elektronicznego w Stanach Zjednoczonych. EIA jest akredytowana przez ANSI. Jej głównym celem jest pomoc w opracowywaniu i rozwoju standardów dotyczących części i komponentów elektronicznych, elektroniki użytkowej, danych w formie elektronicznej, telekomunikacji i bezpieczeństwa korzystania z Internetu.
Znane standardy opracowane przez EIA to: RS-170 dla sygnałów wideo, RS-232, EIA-422, RS-449, EIA-485 dla szeregowego przesyłu danych i standard EIA-708 definiujący napisy dla niesłyszących (tzw.: closed captioning).